# Silvia Crosio
Silvia Crosio (* 27. April 1999 in Turin) ist eine italienische Ruderin. Im Leichtgewichts-Doppelvierer gewann sie 2019 bei den Ruder-Weltmeisterschaften die Goldmedaille.

## Karriere
2017 nahm sie zum ersten und einzigen Mal in ihrer Karriere an den Ruder-Juniorenweltmeisterschaften teil und ging gemeinsam mit Giulia Mignemi bei den Ruder-Juniorenweltmeisterschaften 2017 in Trakai an den Start. Zusammen erreichten die beiden das A-Finale und verpassten dort hinter den britischen, den deutschen und den kanadischen Boot mit dem vierten Platz eine Medaille. Ein Jahr später ging Silvia Crosio zum ersten Mal bei den Ruder-U23-Weltmeisterschaften an den Start und ging im Doppelzweier gemeinsam mit Stefania Buttignon an den Start. Sie erreichten bei den U23-Weltmeisterschaften im Rudern 2018 in Posen gemeinsam das A-Finale und konnten sich dort mit fast 3 Sekunden Vorsprung vor dem deutschen und den britischen Boot den U23-Weltmeistertitel gewinnen.
Im darauffolgenden Jahr nahm sie in der Nähe von Sarasota und Bradenton als Teil der Besatzung vom Leichtgewichts-Doppelvierer an den U23-Ruder-Weltmeisterschaften 2019 teil. Neben ihr gehörten zu der Besatzung des italienischen Leichtgewichts-Doppelvierer Giulia Mignemi, Greta Martinelli und Arianna Noseda. Das Quartett konnte das A-Finale mit fast sieben Sekunden Vorsprung vor den Booten aus Deutschland und den Vereinigten Staaten gewinnen. Als frischgebackene U23-Weltmeisterinnen gingen sie gemeinsam bei den Ruder-Weltmeisterschaften 2019 an den Start, welche in Linz ausgetragen wurden. Im Finale konnten sie sich mit zwei Sekunden Vorsprung vor den chinesischen und den deutschen Boot den Weltmeistertitel sichern. 2020 gewann sie den Titel bei den  U23-Europameisterschaften mit Giulia Mignemi im Leichtgewichts-Doppelzweier. Bei den Europameisterschaften startete sie dann wieder im Leichtgewichts-Doppelvierer und gewann den Titel vor dem Boot aus Deutschland. 2022 bei den Europameisterschaften in München siegte der italienische Leichtgewichts-Doppelvierer mit Giulia Mignemi, Paola Piazzolla, Silvia Crosio und Arianna Noseda. Einen Monat später gewann das Boot bei den Weltmeisterschaften in Račice u Štětí mit Ilaria Corazza, Giulia Mignemi, Silvia Crosio und Arianna Noseda.